# Diecezja Sant Feliu de Llobregat
Diecezja Sant Feliu de Llobregat (łac. Dioecesis Sancti Felicis de Llobregar, hiszp.: Diócesis de San Felíu de Llobregat) – katolicka diecezja hiszpańska położona w północno-wschodniej części kraju, obejmująca swoim zasięgiem zachodnią część terytorium prowincji barcelońskiej w Katalonii. Siedziba biskupa znajduje się w katedrze św. Wawrzyńca w Sant Feliu de Llobregat.

## Historia
Diecezja Sant Feliu de Llobregat została powołana do życia 15 czerwca 2004 roku przez papieża Jana Pawła II na mocy konstytucji apostolskiej Christifidelium salutem z wydzielenia z archidiecezji barcelońskiej dziewięciu dekanatów, której została sufraganią (metropolia barcelońska). Na jej pierwszego ordynariusza został powołany biskup Agustín Cortés Soriano, który nadal sprawuje ten urząd.

## Podział administracyjny
Biskupstwo Sant Feliu de Llobregat składa się ze 121 parafii, które zgrupowane są w 9 dekanatach, a te z kolei w 2 wikariatach: 
- Wikariat Llobregat
  - wikariusz: ks. Antoni Roca i Roig.
  - Dekanat El Prat de Llobregat
    - dziekan: ks. Joan Puig i Mas
    - 12 parafii

  - Dekanat Sant Boi de Llobregat
    - dziekan: ks. Joan Peñafiel i Maireles
    - 8 parafii

  - Dekanat Sant Feliu de Llobregat
    - dziekan: ks. Joaquim Rius Adell
    - 10 parafii

  - Dekanat Sant Vicenç dels Horts
    - dziekan: ks. Mateu Santacana i Capell
    - 10 parafii

  - Dekanat Montserrat
    - dziekan: ks. Miquel Raventós i Surià
    - 17 parafii
- Wikariat Penedès-Anoia-Garraf
  - wikariusz: ks. Jaume Berdoy i Alemany.
  - Dekanat Garraf
    - dziekan: ks. Josep Pauses Mas
    - 12 parafii

  - Dekanat Vilafranca del Penedès
    - dziekan: ks. Josep Puig i Font
    - 30 parafii

  - Dekanat Anoia
    - dziekan: ks. Carles Catasús i Pallerola
    - 11 parafii

  - Dekanat Piera-Capellades
    - dziekan: ks. Ramon Maria Bosch Vendrell
    - 12 parafii

## Główne świątynie
Aktualnie na terenie diecezji znajdują się trzy ważniejsze świątynie posiadające status bazyliki mniejszej. Są to:
- Katedra św. Wawrzyńca San Feliú de Llobregat
- Bazylika de Mare de Déu de Montserrat Basílica de Mare de Déu de Montserrat w Montserrat
- Bazylika de Santa María Basílica de Santa María w Vilafranca del Penedès

## Adres
Diócesis de San Felíu de Llobregat
Carrer d’Armenteres 35
08980 Sant Feliu de Llobregat